# Porto Afonso

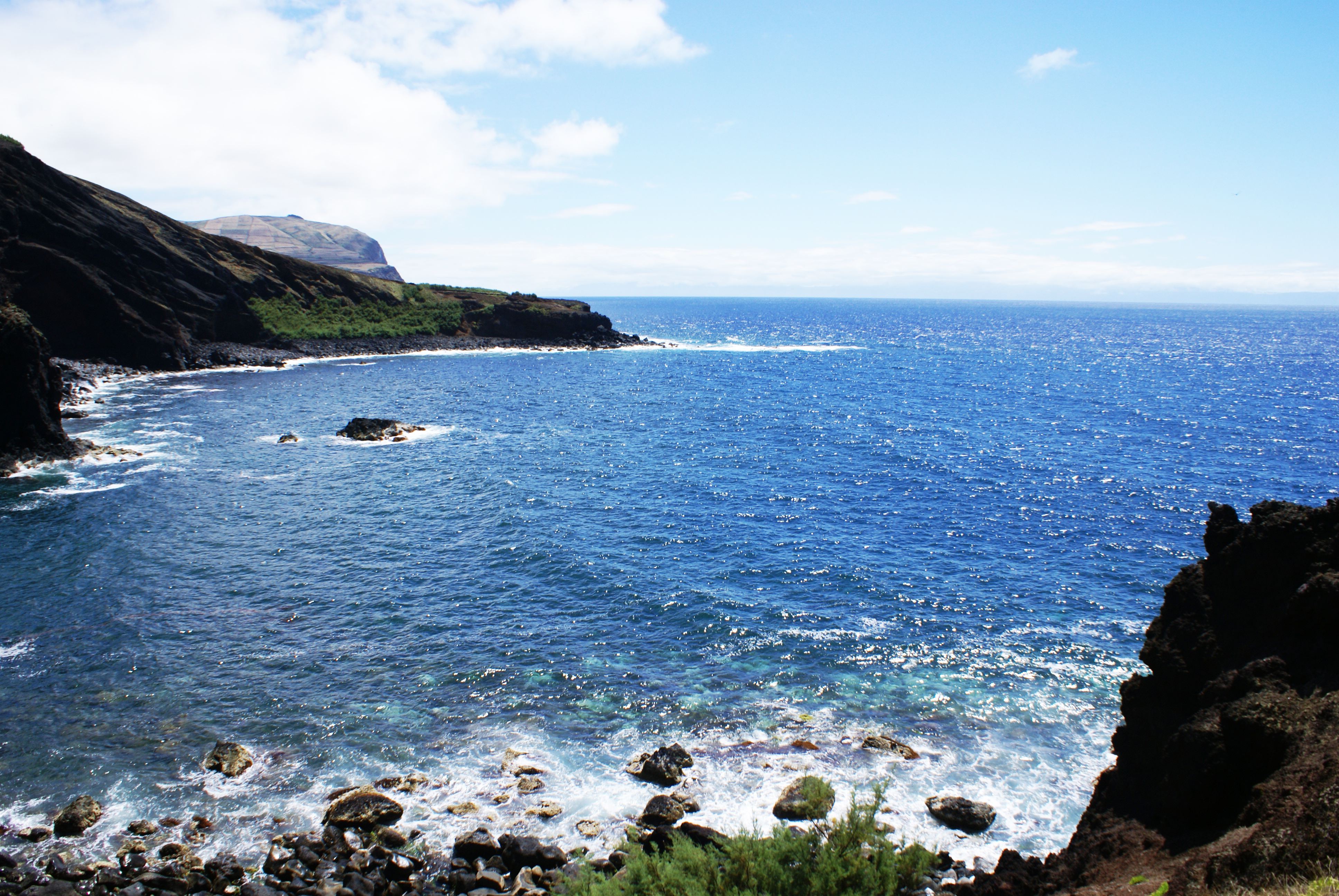
Porto Afonso, Baía.

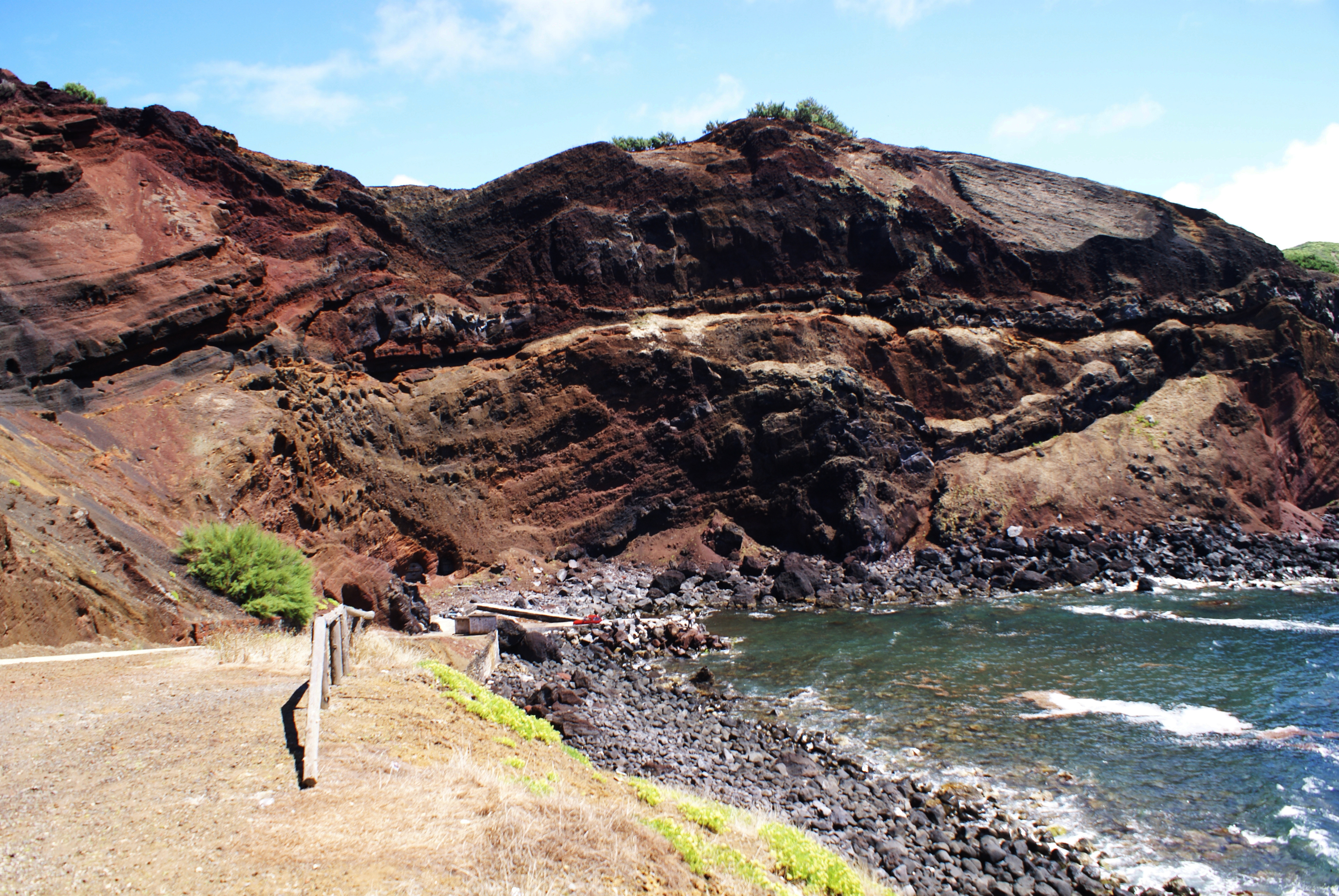
Porto Afonso, Formação geológica das falésias.

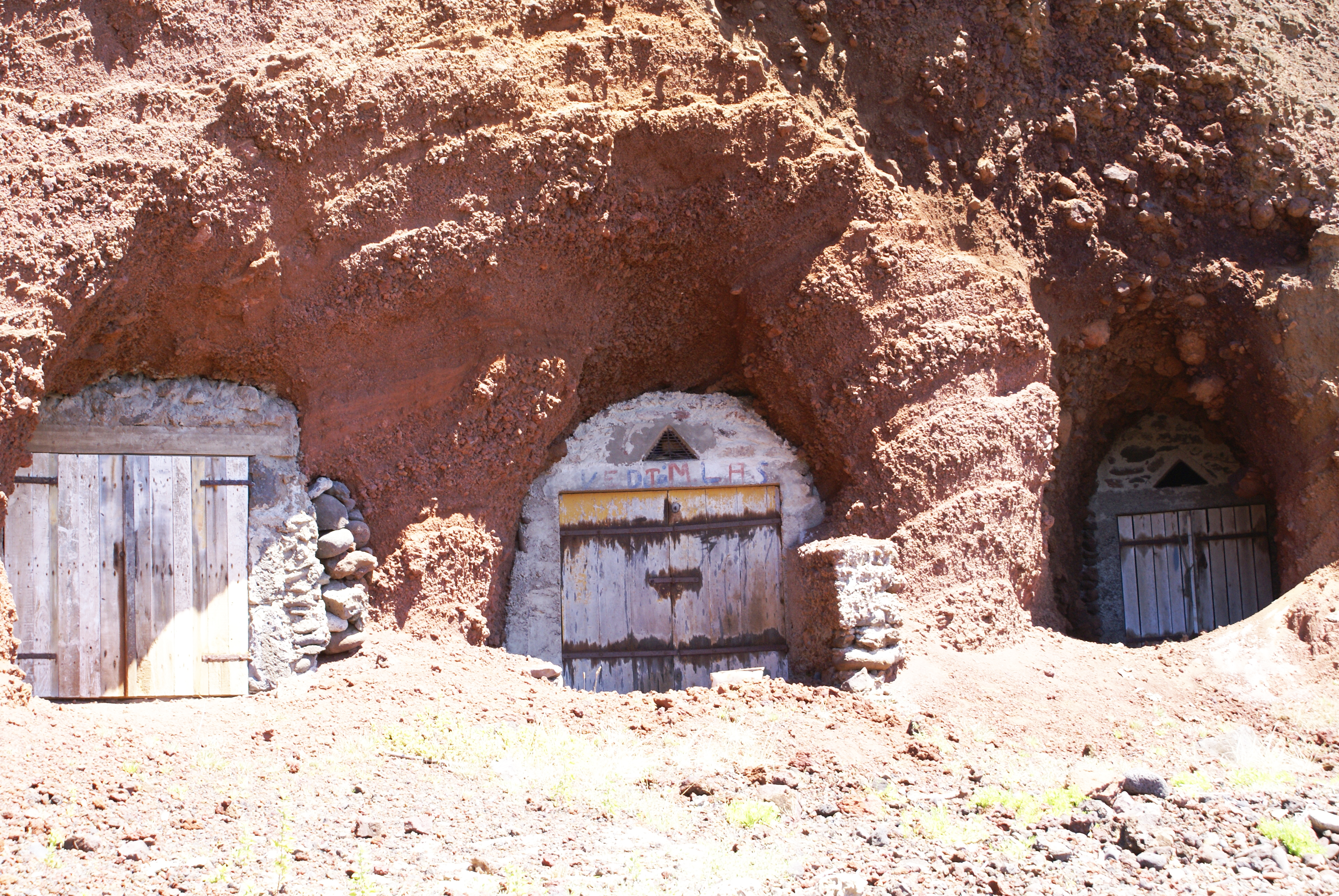
Porto Afonso, Casas de abrigo para barcos.

O Porto Afonso, primitivamente designado como Afonso do Porto, é um porto de pesca português situado perto do povoado da Vitória, freguesia de Guadalupe concelho de Santa Cruz da Graciosa, ilha Graciosa, Açores.
O nome de Afonso do Porto, provirá segundo os historiadores do facto de as terras queimadas onde o porto se encontra terem sido, nos inícios do povoamento da ilha, de alguém com esse nome.
Este antigo porto de pesca encontra-se dentro das Coordenadas geográficas de Latitude 39.06 Norte e de Longitude -28.06 Oeste.
Apresenta-se como um local de espantoso aparato geológico com arribas altas e calcinadas pela fúria dos vulcões onde as diferentes camadas geológicas construtivas das ilha podem ser apreciadas no seu esplendor, fazendo saltar à vista tons que vão desde o cinza da rocha ao vermelho das escórias de bagacina.
Devido à natural inconsistência das bagacinas formaram-se em alguns locais grutas naturais que foram ampliadas pelo homem e utilizadas como locais de abrigo para barcos de pesca e os apetrechos ligados a essa mesma actividade.
Este local constitui-se num dos locais costeiros mais extraordinários da ilha Graciosa. A mistura selvagem entre o mar e a calcinada rocha vulcânica esculpida na falésia pelo vento, pela água e pelos Homens, empresta à paisagem uma agressividade estonteante que não se encontra em nenhum outro local da ilha.
Em dias de vento forte por vezes soltam-se pequenas pedras das falésias, facto que deve ser tido em conta por quem aqui vem.
A baía onde o porto se aninha é recôndita, escondida da força das ondas num recanto da costa. As águas são transparentes. O céu é dominado pelo voo dos garajaus durante o dia e à noite pelo pio melancólico do Cagarro.
O cais de pequena dimensão e usado pelos barcos de pesca é o mesmo usado pelo banhistas que no Verão procuram este local que é acessível de carro, de bicicleta ou a pé.
No outro lado do mar avistam-se na distância os contornos bem definidos da ilha de São Jorge e aqui, mais próximo, o promontório da Ponta Branca que pode significar o fim da terra.
Em tempo idos, este porto foi local de entrada em terra de piratas que daqui faziam razias às localidades mais próximas, resguardados dos ventos do Norte e longe da boca dos canhões que guardavam a costa.
Corria o dia 19 de Maio de 1623 houve um assalto da piratas da Barbária à ilha com entrada por este porto, no entanto os habitantes da ilha conseguiram expulsa-los sem que estes tenham conseguido os seus intentos. Em comemoração desse acontecimento foi construída perto deste local a Ermida de Nossa Senhora da Vitória.